# 能源统计
能源统计是指收集，汇编，分析和传播数据的商品，如煤炭，原油，天然气，电力，可再生能源（生物质能，地热能，风能或太阳能），当它们被用来为它们所包含的能量。能源是一些物质的能力，从而从它们的物理 - 化学性质，做工作或产生热量。一些能源商品，燃料，释放自己的能量燃烧热的时候，他们的内容。这种热量可用于运行一个内部或外部的内燃机。